# Uta van Ballenstedt

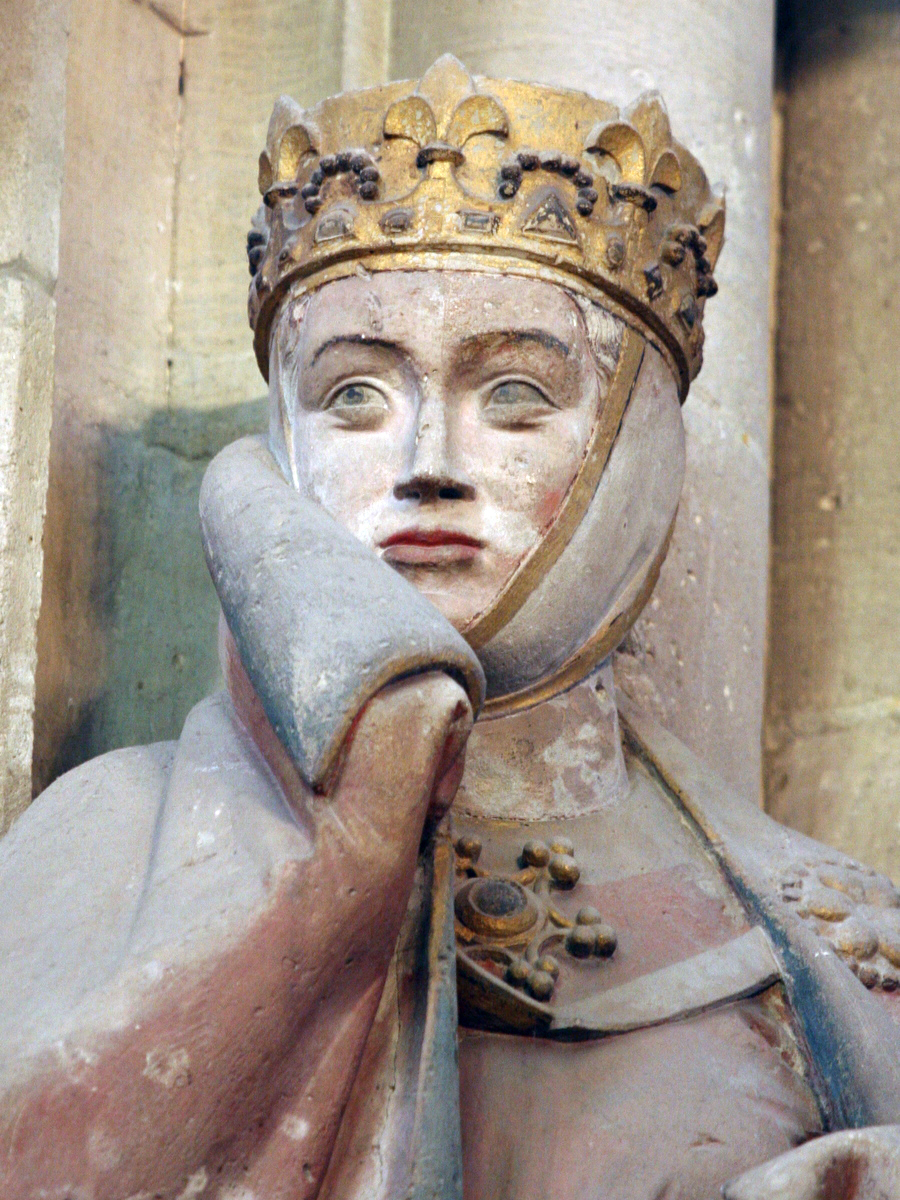
Standbeeld van Uta in de Dom van Naumburg, een post mortem gemaakt ideaalportret.

Uta van Ballenstedt (Ballenstedt, circa 1000 - 23 oktober voor 1046), afkomstig uit het geslacht van de Ascaniërs, was de echtgenote van de machtige markgraaf Ekhard II van Meißen.

## Leven
Uta was een dochter van graaf Adalbert (?) van Ballenstedt en Hidda van Lausitz, dochter van markgraaf Odo I van Lausitz (930–993) van markgraafschap Neder-Lausitz. Haar broer Esiko van Ballenstedt is de stamvader van de Ascaniërs. Haar vader liet haar waarschijnlijk uit machtspolitieke motieven rond 1026 trouwen met Ekhard II, de markgraaf van markgraafschap Meißen. Het huwelijk bleef kinderloos. Met de dood van Ekhard II in 1046 eindigde het geslacht van de Ekhardijnen.
Uta's bruidsschat viel na de dood van haar man aan keizerin Agnes toe en deels aan de sticht van Gernrode, waar haar zus Hazecha ten laatste in 1044 tot abdis was verkozen .
Als een van de twaalf stichtersfiguren van de Dom van Naumburg werd in het westelijk koor van de Dom, naast de figuur van haar echtgenoot, aan Uta het standbeeld toegewijd dat bekend staat onder de naam Uta van Naumburg, naar het prinsbisdom Naumburg.
Het standbeeld zou Walt Disney als inspiratiebron hebben gediend voor het uiterlijk van de boze stiefmoeder van Sneeuwwitje in zijn tekenfilm Sneeuwwitje en de zeven dwergen (1937).